# Tetraclitella divisa
Tetraclitella divisa är en kräftdjursart som först beskrevs av Nilsson-Cantell 1921.  Tetraclitella divisa ingår i släktet Tetraclitella och familjen Tetraclitidae. Utöver nominatformen finns också underarten T. d. subquadrata.